# Sexual Personae
Sexual Personae: Art and Decadence from Nefertiti to Emily Dickinson är en bok av den amerikanska konst- och kulturhistorikern (tillika sexpositiva feministen) Camille Paglia.
Den 712 sidor långa boken publicerades första gången av Yale University Press 1990 (och senare av Vintage Books 1991) och avhandlar dekadenta strömningar inom (i huvudsak den västerländska) bildkonsten och litteraturen. Konstnärer och författare som avhandlas i boken inkluderar Donatello, Sandro Botticelli, Leonardo da Vinci, Edmund Spenser, Dante Alighieri, William Shakespeare, Johann Wolfgang von Goethe, Samuel Taylor Coleridge, Lord Byron, Emily Brontë och Oscar Wilde.
Paglia menar i boken att den huvudsakliga konflikten inom den västerländska kulturen står mellan de binära apolloniska och dionysiska krafterna där Apollon står i förenlighet med ordning och symmetri medan Dionysus väger upp med oordning, kaos och natur. Sexual Personae har fått kritik från feministiskt håll men samtidigt lovordats av litteraturkritiker. Sexual Personae sålde bra och nådde som bäst en sjundeplats på New York Times bästsäljarlista för pocketböcker, vilket var en ovanlig bedrift för en vetenskaplig fackbok, och den erhöll en nominering till litteraturpriset National Book Critics Circle Award för kritik.
Boken betraktas som Paglias magnum opus.

## Bakgrund

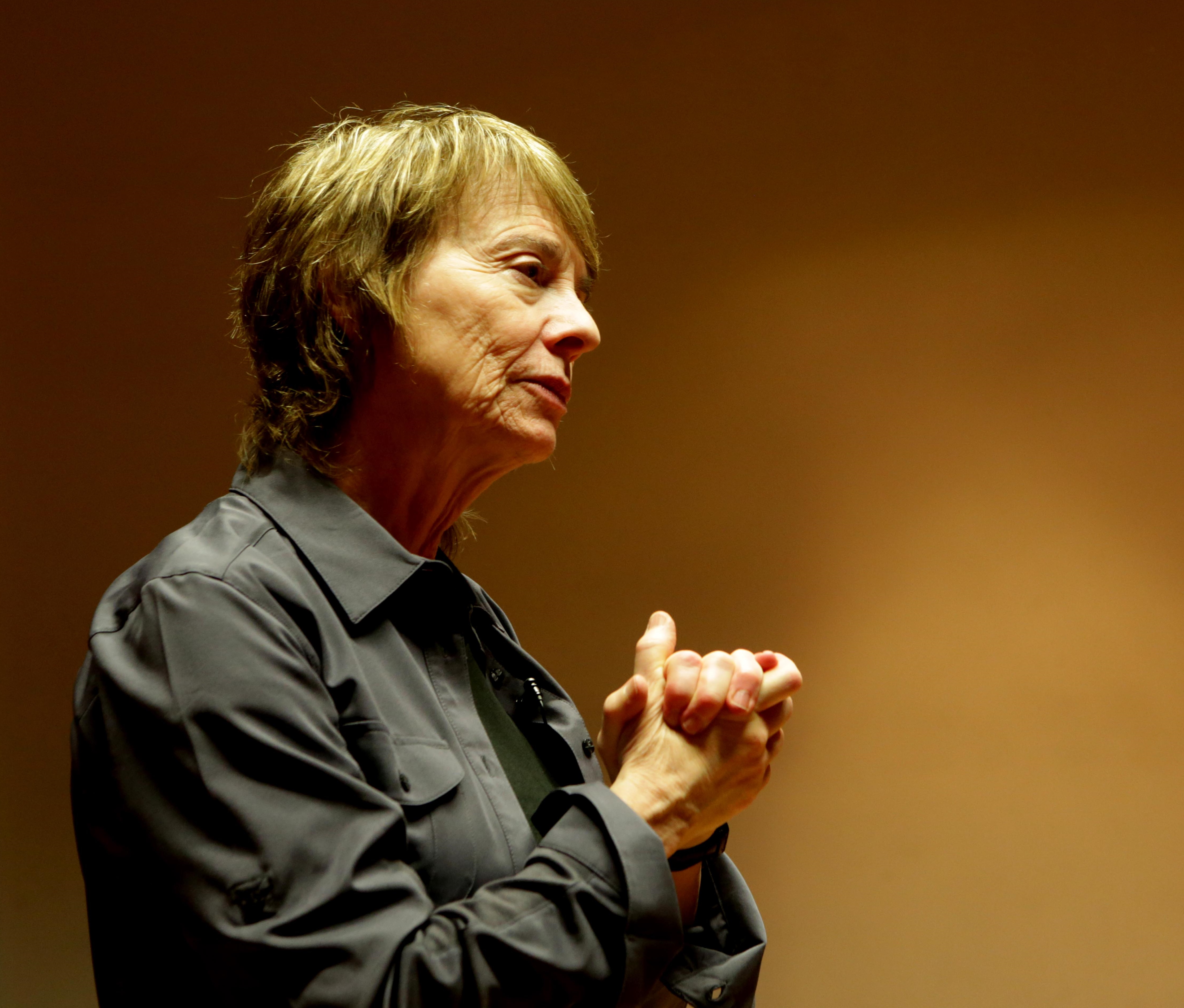
Camille Paglia, 2015.

Enligt Camille Paglia själv låg embryot till Sexual Personae i en bok om piloten Amelia Earhart som hon skrev på under sin tid i high school (gymnasiet). 1963, 16 år gammal, upptäckte hon Simone de Beauvoirs bok Det andra könet vilket inspirerade henne till att skriva på en egen bok av större omfång, och Sexual Personae började ta form i essäer som Paglia skrev under sin tid på college mellan 1964 och 1968. Titeln på boken var inspirerad av Ingmar Bergmans film Persona (från 1966) som Paglia såg då den gick upp på amerikanska biografer 1968. Arbetet färdigställdes 1981 men ratades av sju stora förläggare i New York innan den gavs ut av Yale University Press 1990 (Paglia hade själv studerat vid Yale Graduate School of Arts and Sciences åren 1968–1972). Dessförinnan, 1974, hade hon färdigställt avhandlingen Sexual Personae: The Androgyne in Literature and Art.
Under tiden på Yale Graduate School of Arts and Science hade Sexual Personae arbetstiteln The Androgynous Dream (Den androgyna drömmen) med den långa undertiteln "the image of the androgyne as it appears in literature and is embodied in the psyche of the artist, with reference to the visual arts and the cinema" ("bilden av den androgyne som den förekommer i litteraturen och ger uttryck för i det konstnärliga psyket, med hänvisning till bild- och filmkonsten").
Paglia menar att det analytiska tillvägagångssättet i Sexual Personae är psykoanalytiskt och inspirerat av Sigmund Freud och Carl Jung. Andra stora influenser inbegriper bland annat James George Frazers Den gyllene grenen (1890), Jane Ellen Harrisons Prolegomena to the Study of Greek Religion (1903), Oswald Spenglers Västerlandets undergång (1918), D. H. Lawrences Women in Love (1920), Sándor Ferenczis Thalassa (1924), litteraturkritikerna G. Wilson Knight och Harold Bloom, Erich Neumanns The Great Mother (1955) och The Origins and History of Consciousness (1949), Kenneth Clarks The Nude (1956), Gaston Bachelards Rummets poetik (1958), Norman O. Browns Life Against Death (1959) och Love's Body (1966) samt Leslie Fiedlers Love and Death in the American Novel (1960).
Paglia kallade Sexual Personae för sin "fängelsebok" och menade att hon "kände sig som Cervantes, Genet" under skrivprocessen och att "det tog alla resurser av att vara katolik för att kunna fjärma sig från yttervärlden och sitta i min cell."
| ”                                                  | Den var inte avsedd att tillfredsställa någon men att väcka anstöt hos alla. Hela bokens tillkomstprocess gick ut på att upptäcka bortträngda beståndsdelar av den samtida kulturen, vad de än må vara, och palpera dem. En av de huvudsakliga premisserna var att visa på hur pornografin finns överallt inom de stora konstströmningarna. Konsthistorien som den är skriven är helt sexfri, undertryckande och puritansk. Jag önskar mig precision och historisk kunskap, men på samma gång försöker jag skjuta till pornografisk intensitet. | „ |
| – Camille Paglia om sina mål med Sexual Personae., | |   |

## Utgivning och översättningar
Sexual Personae gavs först ut av Yale University Books år 1990 och enligt Camille Paglia var det förlagsredaktören Ellen Grahams förtjänst att boken kom att tryckas. Det ursprungliga förordet ströks dock, på grund av bokens väldiga längd, men publicerades senare i essäsamlingen Sex, Art and American Culture 1992. 1991 gavs Sexual Personae ut av Vintage Books i New York.
Sexual Personae finns inte utgiven på svenska (anno 2019). År 1992 kom en nederländsk översättning av Gerda Baardman på förlaget Prometheus betitlad Het seksuele masker: Kunst, seksualiteit en decadentie in de westerse beschaving (790 sidor). Samma år, 1992, kom en tysk översättning av Margit Bergner på förlaget Byblos betitlad Die Masken der Sexualität (856 sidor). 1993 kom en italiensk översättning av Daniele Morante på förlaget Einaudi under titeln Sexual Personae. Arte e decadenza da Nefertiti a Emily Dickinson (924 sidor). 2006 gavs den ut på spanska av förlaget Valdemar i en översättning av Pilar Vázquez Álvarez under titeln Sexual Personae: Arte y decadencia desde Nefertiti a Emily Dickinson (1056 sidor).

## Sammanfattning

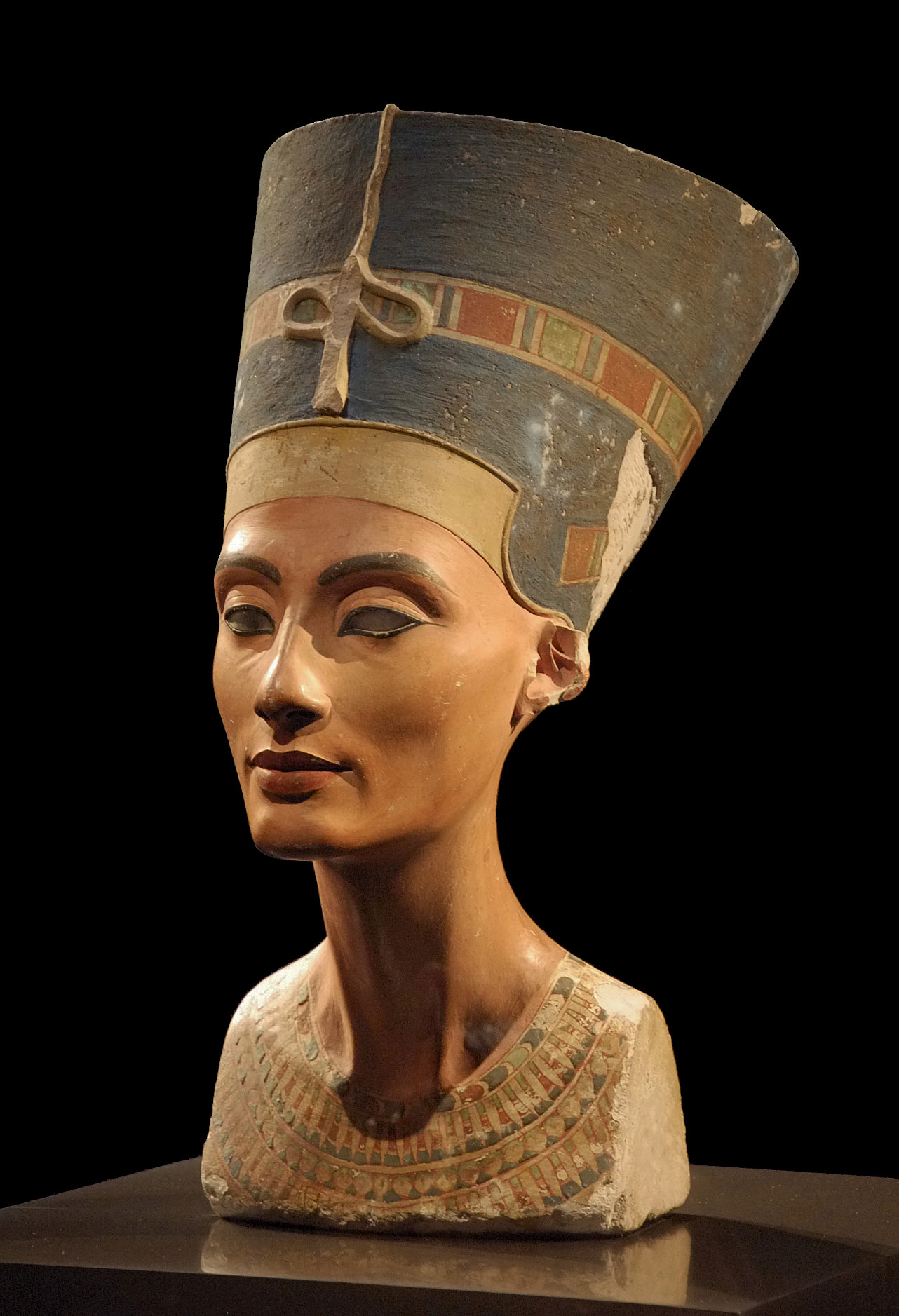
Nefertitis byst avhandlas i boken.

Paglia försöker i Sexual Personae visa på enigheten och kontinuiteten hos den västerländska kulturen. Hon accepterar den västerländska kanoniska traditionen och avvisar den modernistiska idén om att den västerländska kulturen kollapsat till meningslösa fragment. Hon menar att kristendomen inte alls utplånade hedendomen utan att den lever vidare och frodas i konsten, astrologin, erotiken och populärkulturen. Hon undersöker antiken och renässansen, samt romantiken från det sena 1700-talet fram till och med år 1900, och menar att romantiken nästintill omedelbart förvandlas till någonting dekadent. Paglia menar att amoralitet, aggression, sadism, voyeurism och pornografi förekommer i de stora konstströmningarna men att dessa uttryck har blivit ignorerade och förbisedda av de flesta akademiska kritiker, och att sex och naturen är "brutala hedniska krafter". Hon betonar det sanningsenliga i sexuella stereotyper och den biologiska grunden till könsskillnader. Paglia ser modersfiguren som en överväldigande kraft som dömer män till livslång sexuell vånda, från vilken de raskt försöker fly genom rationalism och fysiska bedrifter.
Paglia målar upp den västerländska kulturen som en kraftmätning mellan en fallisk höggudatro å ena sidan och en ktonisk jordbunden religion å den andra, och likställer motsatsförhållandet med det mellan Apollon och Dionysus i den grekiska mytologin. Apollon står för ordning, struktur och symmetri medan Dionysus representerar oordning, kaos och natur. Paglias litteraturanalytiska utgångspunkt är att den primära konflikten i den västerländska kulturen alltid stått mellan dessa två krafter, och att de huvudsakliga mönstren av kontinuitet som återkommer inom den västerländska kulturen har sitt ursprung i hedendomen. Andra källor till denna kontinuitet inbegriper enligt Paglia androgynitet, sadism och det aggressiva "västerländska ögat" som försöker renodla och dominera naturens oupphörliga fientlighet och utifrån detta skapat vår konst och vårt filmskapande. Hon kritiserar feminister för deras sentimentalitet och önsketänkande gällande orsakerna till våldtäkt, våld och de dåliga relationerna mellan de båda könen.

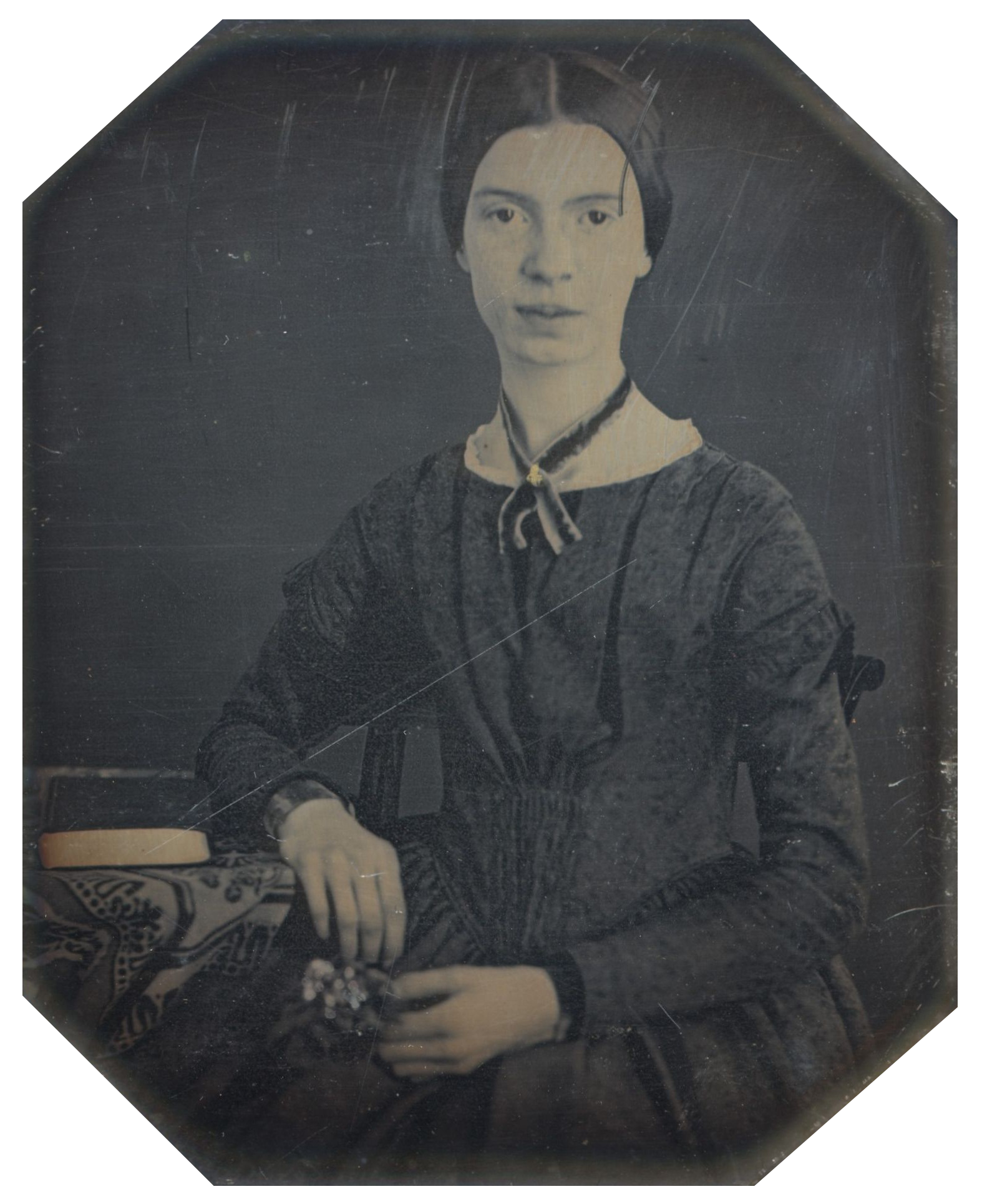
Emily Dickinson, som Paglia ägnar uppmärksamhet åt i Sexual Personae.

Den "sexuella personan" i bokens titel inbegriper den kvinnliga vampyren (Medusa, Lauren Bacall), det kvinnliga oraklet (Oraklet i Delfi, Gracie Allen), den bildsköne pojken (Hadrianus älskling Antinous, Dorian Gray), den vackre feminine mannen (Byron, Elvis Presley) och den manliga hjältinnan (den passive manlige lidande personen; exempelvis de äldre männen i William Wordsworths poesi). Författare som Paglia avhandlar inbegriper Edmund Spenser, Dante Alighieri, William Shakespeare, Jean-Jacques Rousseau, Marquis de Sade, Johann Wolfgang von Goethe, William Blake, William Wordsworth, Samuel Taylor Coleridge, Lord Byron, Percy Bysshe Shelley, John Keats, Honoré de Balzac, Théophile Gautier, Charles Baudelaire, Joris-Karl Huysmans, Emily Brontë, Jane Austen, Marcel Proust, Lewis Carroll, Fjodor Dostojevskij, Algernon Charles Swinburne, Walter Pater, Oscar Wilde, Edgar Allan Poe, Nathaniel Hawthorne, Herman Melville, Ralph Waldo Emerson, Walt Whitman, Henry James och Emily Dickinson. Litterära verk som Paglia ägnar uppmärksamhet inbegriper Spensers The Faerie Queene, Dante Alighieris Den gudomliga komedin och I livets vår, Shakespeares Som ni behagar och Antonius och Cleopatra, Goethes Wilhelm Meisters läroår, Coleridges Sången om den gamle sjömannen, Byrons Don Juan, Brontës Svindlande höjder, Austens Emma samt Wildes Mister Ernest och Dorian Grays porträtt.
Skulpturer eller målningar som Paglia analyserar i Sexual Personae inbegriper Venus från Willendorf, Nefertitis byst, antika grekiska skulpturer, Donatellos David, Botticellis Venus födelse och Primavera samt da Vincis Mona Lisa och Anna själv tredje. Hon betar även av prerafaeliterna och konstnärer som Dante Gabriel Rossetti, Edward Burne-Jones och Gustave Moreau.
Paglia ifrågasätter den tyske sociologen Max Webers definition av karisma, enligt vilken denna är en kraft som måste manifestera sig i heroiska åtaganden eller mirakel, och skriver att hon själv ser karisma som "den numinösa auran runt en narcissistisk personlighet" och "strålglansen som frambringas ur samspelet mellan manliga och kvinnliga element hos en begåvad person", snarare än någonting som är beroende av "handlingar eller yttre påverkan."

### Citat
Paglia menar i Sexual Personae att de manliga och kvinnliga väsensskillnaderna tar sig olika uttryck i deras skapande (eller icke-skapande), både när det kommer till civilisationsbyggandet och till konstskapandet, samt att den manliga besattheten tar sig uttryck både i storslagen konstutövning och i perverterad brottslighet. Kvinnor är, enligt Paglia, också mäktiga, såsom naturkrafter, och både giftermål och religion är enligt henne medel för att tygla kaotiska krafter.

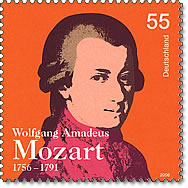
Det finns ingen kvinnlig Mozart av samma skäl som det inte finns någon kvinnlig Jack Uppskäraren, enligt Camille Paglia.

| ”                                            | Vi skulle kunna göra en episk katalog över manliga åstadkommanden, från belagda gator, rörsystem inomhus och tvättmaskiner till glasögon, antibiotika och engångsblöjor. Vi kan glädjas åt säker färsk mjölk och kött, och grönsaker och tropiska frukter samlade på hög i snötäckta städer. När jag korsar George Washington Bridge eller någon annan av Amerikas betydande broar så tänker jag: män har gjort det här. Konstruktion är en storslagen manlig poesi. När jag ser en gigantisk lyftkran på en lastbil med öppet flak så stannar jag till i beundran och vördnad som om det vore en kyrkoprocession. | „ |
| – Camille Paglia i Sexual Personae, sid. 37, | |   |

| ”                                            | Om civilisationen hade lämnats i kvinnliga händer så hade vi fortfarande bott i gräshyddor. | „ |
| – Camille Paglia i Sexual Personae, sid. 38, |                                                                                             |   |

| ”                                             | Serie- eller sexmord är, likt fetischism, en perversion av den manliga intelligensen. Det är en kriminell abstraktion, maskulin i sin sinnesrubbade själviskhet och ordentlighet. Det är den samhällsfientliga motsvarigheten till filosofi, matematik och musik. Det finns ingen kvinnlig Mozart av samma skäl som det inte finns någon kvinnlig Jack Uppskäraren. | „ |
| – Camille Paglia i Sexual Personae, sid. 247, | |   |

| ”                                             | Kvinnor har blivit avskräckta från genrer som skulptur, som kräver studioträning och dyra material. Men i filosofi, matematik och poesi så är de enda materialen penna och papper. En manlig konspiration kan inte förklara alla kvinnliga misslyckanden. Jag är övertygad om att det även utan restriktioner ändå inte skulle ha kommit fram någon kvinnlig Pascal, Milton eller Kant. Genialitet hålls inte tillbaka av samhälleliga hinder: utan den segrar. Mäns själviskhet, som är så motbjudande hos de talanglösa, är källan till deras stora framgångar som kön. [...] Till och med idag, med alla kallelser öppna, så förundras jag över det ovanliga i att en kvinna drivs av konstnärlig eller intellektuell besatthet, den där självskadande sinnesrubbningen inom sociala relationer som, i sina omväxlande former av illgärningar och idéutformningar, utgör den mänskliga artens vanära och glans. | „ |
| – Camille Paglia i Sexual Personae, sid. 653, | |   |

## Mottagande

### Feministisk kritik

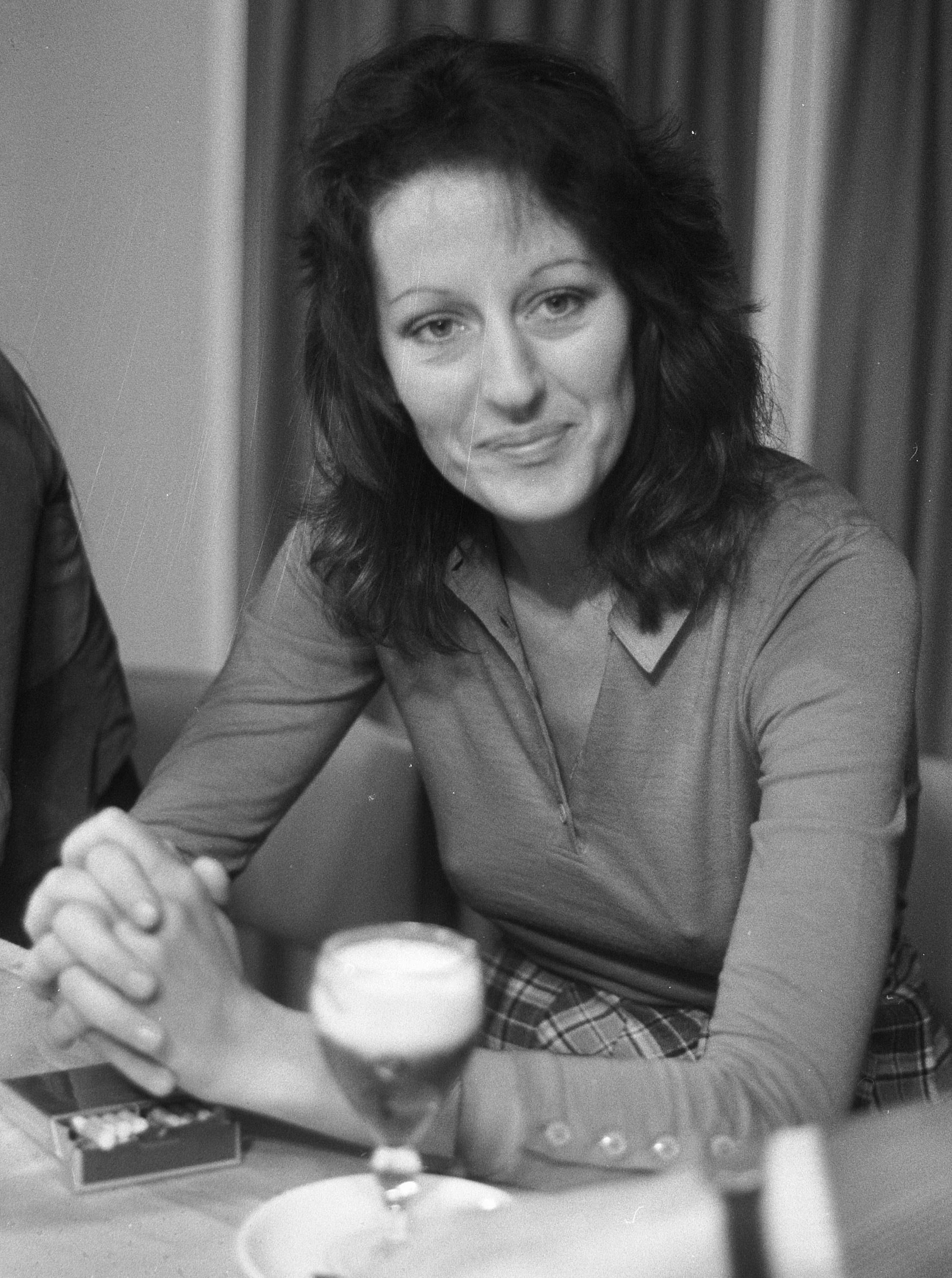
Germaine Greer gav Camille Paglia både ris och ros gällande hennes insikter om Sapfo.

Sexual Personae erhöll kritiska recensioner från flera framstående feminister. Robin Ann Sheets skrev att boken "intar en djupt gående anti-feministisk hållning." Molly Ivins anklagade i en kritisk recension av boken Paglia för historiska felaktigheter, egocentrism och svepande generaliseringar. Teresa Ebert dömde i Women's Review of Books ut boken som "djupt misogyn och fientlig" och skrev att Paglia använder sig av biologiska utgångspunkter för att "rättfärdiga manlig dominans, våld och överordning i västerländsk kultur." Sandra Gilbert beskrev Sexual Personae som "påfallande monomanisk ... uppblåst, tjatig" och "klumpigt skriven", och lade till att boken är "så 'essentialistisk' att den till och med utbiologiserar Freud." Gilbert anklagade Paglia för att vara skyldig till "vulgär homofobi" och att hon gjort sig förtjänt av "moraliskt förakt", och konstaterade att Paglia "skyr liberalism, egalitarism, feminism och moder jord." Martha Duffy skrev att boken hade ett "neokonservativt kulturellt budskap" som blivit väl mottaget, men som samtidigt avvisats av många feminister. Professor Beth Loffreda fördömde Paglia och menade att hon "erhåller mestadelen av sin publicitet genom att högljutt och elakt proklamera att alla andra har fel gällande känsliga ämnen som könstillhörighet, sexualitet och våldtäkt." Hon drog slutsatsen att Paglia överlämnat sig till "lockelsen hos enkla svar, tydliga narrativ samt motiv och handlingar enkom spårade utifrån en biologisk utgångspunkt – en plats helt och hållet berövad på komplex tvetydighet, ett komplext samspel mellan jaget, huden, gruppen och institutioner som utgör vardagslivet." Mary Rose Kasraie skrev att "Paglia inte ger några indikationer på att hon har läst några kvinnorelaterade studier, eller senare studier om föreställningsförmåga, natur och kultur" och att hon hade "förfärliga luckor i sin bevakning" av dessa ämnen. Kasraie kallade boken "distraherande icke-vetenskaplig" och betecknade den som "ett icke-akademiskt vältrande i sadeisk sadomasochistisk ktonisk natur."
Judy Simons kritiserade Paglias "potentiellt lömska politiska agenda" och menade att hon var "intellektuellt nonchalant." Germaine Greer skrev att Paglias insikter om Sapfo är "bländande och ytterst klarsynta" men samtidigt "dessvärre inkonsekventa och i stor utsträckning inkompatibla med varandra." Professor Alison Booth vid University of Virginia karaktäriserade Sexual Personae som en "antifeministisk kosmogoni." Litteraturkännaren Marianne Noble skrev att Paglia feltolkat innehåll i Emily Dickinsons diktkonst som sadomasochism, att "Paglias absoluta tro på biologisk determinism leder henne till förklaringar om den kvinnliga naturen som inte endast är vedervärdiga utan också farliga, eftersom de på ett vanemässigt sätt erhåller seriös och vidsträckt allmän uppmärksamhet inom den samtida kulturen", och att Paglia "härleder förfärliga sociala slutsatser."
Maya Oppenheim på The Independent beskrev Sexual Personae som ett "betydelsefullt feministiskt verk." Camille Paglia skrev själv i sin bok Free Women, Free Men (från 2017) att "akademiker och etablissemangsfeminister" gjort sig skyldiga till "illvilliga attacker" på hennes bok, i de flesta fall utan att ha gjort sig besväret att läsa den, och att dessa attacker kommer att stå som "en tillvitelse för den beklagliga process genom vilken viktiga politiska rörelser kan undermina sig själva genom den blinda trångsyntheten hos dess förhärskande kotterier."

### Allmänt gensvar

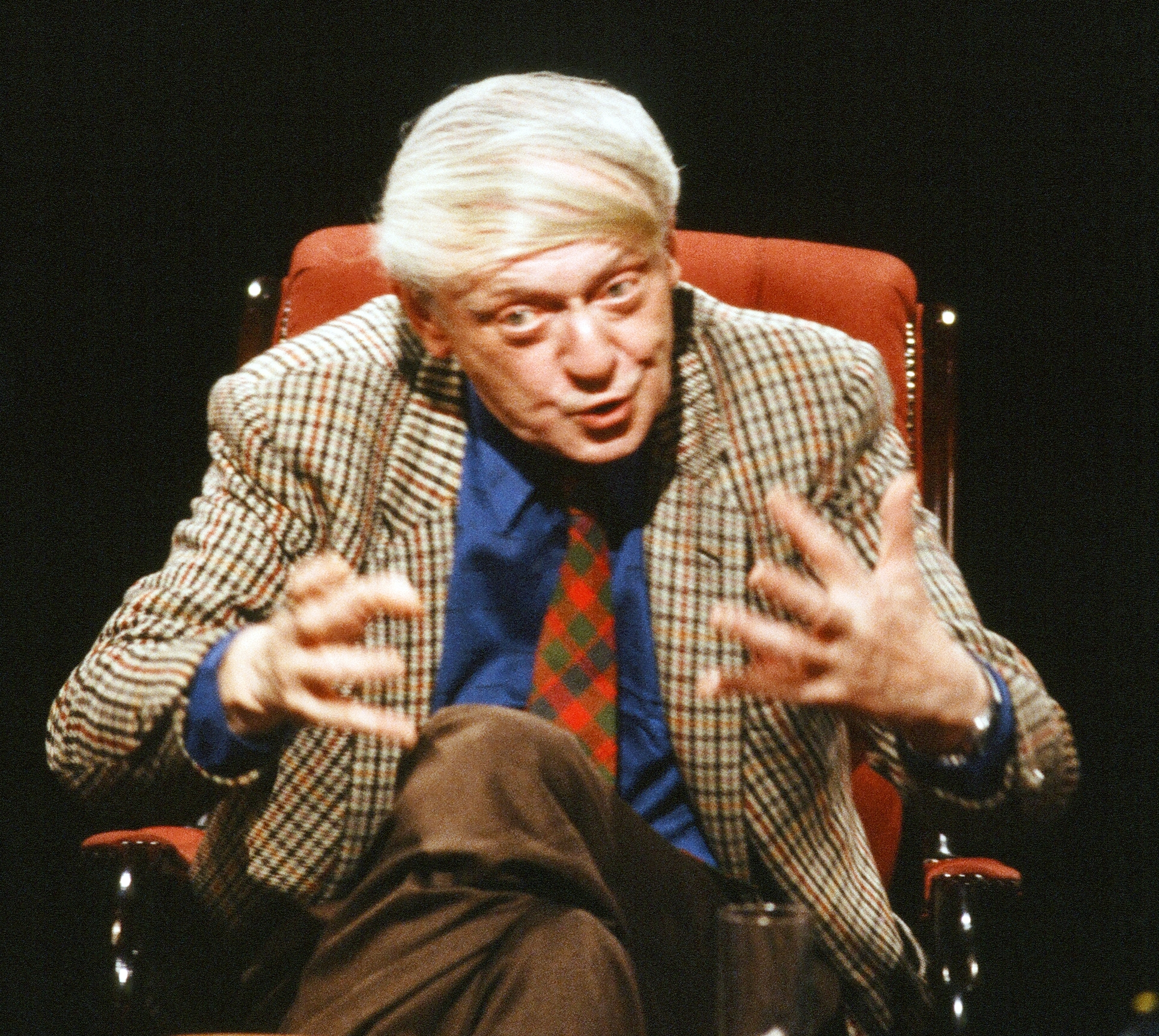
Författaren Anthony Burgess tyckte om Sexual Personae.

Den amerikanska litteraturkritikern Helen Vendler gav Sexual Personae en negativ recension i The New York Review of Books. Hon skrev att även om Paglia kan vara "upplysande och underhållande", då hon avhandlar henne själsbefryndade ämnen, så misslyckas hon i diskussioner om ämnen som kräver mer än uppskattning för bilder och berättelser. Som svar på ett svarsbrev från Paglia förnekade sedan Vendler att Sexual Personae inbegriper diktkonstkritik. Kritikern Terry Teachout beskrev i New York Times Sexual Personae som bristfällig men att den samtidigt var "lika intellektuellt stimulerande som den är irriterande." Den brittiske författaren Anthony Burgess skrev att Sexual Personae var "en bra och upprörande bok. Den försöker attackera läsarens känslor likaväl som hans/hennes förutfattade meningar. Den är väldigt allmänbildande. Varje mening sticker som en nål." Den amerikanske litteraturvetaren Harold Bloom skrev att "Sexual Personae kommer bli en enorm sensation till bok, i alla bra betydelser hos ordet 'sensation'. Det finns ingen annan bok som kan jämföra sig i omfång, hållning, utformning eller insikter. Den tvingar oss att ompröva frågan om den litterära representationen av människans sexualitet." Bloom beskrev i The American Religion (från 1992) Paglias bok som ett "mästerverk" och gav henne beröm för en "slug och alarmerande sexuell definition av karisma", men han skrev också att dess "starka sexuella återhållsamhet /.../ ovillkorligen frambringar förvrängningar när den appliceras på personligheten hos allsköns profeter."
Författaren Gore Vidal kungjorde att baserat på citat som han hade läst så lät Sexual Personae "som Myra Breckinridge på en framgångsvåg. Jag har inga högre vitsord." Valerie Steele skrev att "Paglia har blivit attackerad som en konservativ akademiker, i samma liga som Allan Bloom och andra förespråkare för de 'västerländska föreskrifterna', men ingen konservativ [skribent] skulle kunna vara så explicit accepterande av pornografi, homosexualitet och rock'n'roll." Litteraturprofessorn Robert Alter skrev i tidskriften Arion att "på rent stilistiska grunder är det här ett av de få helt och hållet njutbara kritiska arbetena som skrivits på det amerikanska (sic) språket under de senaste två decennierna." Han fortsatte med att karaktärisera boken som "väldigt ambitiös, enormt bildad, energisk, ofta upprörande och ibland bländande mästerlig." Pat Righelato drog slutsatsen att "Camille Paglias synkretiska och teoretiska vågstycke att åberopa Frazer, Freud, Nietzsche och Bloom, från antropologi till påverkansteori och psykobiografi, är en jättelik tour de force."

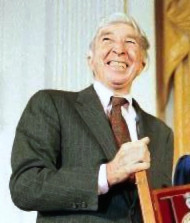
Författaren John Updike var kritisk till språkanvändningen i Sexual Personae.

Författaren Gerald Gillespie kallade Sexual Personae "kraftfull och rymlig" och skrev om Paglia att "hennes passion för ämnet [...] strålar som ett hoppfullt ljus för fortlevnaden av det västerländska kulturarvet bortom den nuvarande babyloniska fångenskapen inom de amerikanska inrättningarna för högre undervisning." Filosofiprofessorn Christina Hoff Sommers skrev i Who Stole Feminism? How Women Have Betrayed Women (från 1994) att Sexual Personae borde ha lett till Paglias "erkännande som en enastående kvinnlig akademiker även av dem som inte uppskattade hennes otidsenliga åsikter" och kritiserade Women's Review of Books för att de kallat boken ett "vansinnigt extremistiskt" arbete, och hon kritiserade feministiska professorer vid Connecticut College i New London i Connecticut för att de jämfört boken med Adolf Hitlers Mein Kampf. Enligt den amerikanske författaren Dale Pendell hade antikvetaren Norman O. Brown sagt att han hade läst, och tyckt om, Sexual Personae. Antikvetaren Bruce Thornton kallade Sexual Personae "vild och briljant" och lade till att "även när hon har fel är Paglia mer intressant än något dussintal poststrukturalistiska tjänstemän."
John Updike skrev att Sexual Personae "känns mindre som en granskning och mer som en nyfiket utsmyckad harang. Hennes slående stil – den ena förkunnande meningen efter den andra – tröttar till sist ut läsaren; hennes språk fungerar inte så mycket till att locka fram hemligheter ur böckerna utan mer till att hamra dem till underkastelse... Den utmattade läsaren längtar efter ett förbarmande förbehåll, ett tvivel, en tvekan; det finns ringa känslor, i hennes osällskapliga prosa, om att det förekommer någon utforskning framför våra ögon, om trevande tankebanor som speglas i en mångbottnad syntax." Juristen Richard Posner kallade Sexual Personae "en insiktsfull bok, skriven i en levande stil, men också påstridig, ojämn och ofta svår att följa" och jämförde den med Allan Blooms The Closing of the American Mind (från 1987), och menade att de båda böckerna är exempel på "svåra akademiska arbeten som av någon outgrundlig anledning slår an hos den breda allmänheten." Antropologen Melvin Konner skrev att Sexual Personae är "en kraftfull redogörelse över kön så som det avbildas i västerländsk konst och litteratur." Enligt Los Angeles Times listade David Bowie, som själv använt sig av androgyna uttryck under sin artistkarriär, år 2013 Sexual Personae bland sina hundra favoritböcker. Den amerikanske konservative publicisten och politiske kommentatorn Andrew Breitbart, grundaren av Breitbart News Network, läste Sexual Personae under det tidiga 1990-talet och skrev i sin bok Righteous Indignation: Excuse Me While I Save the World (från 2011) hur boken hade "fått honom att inse hur lite han egentligen hade lärt sig i college."